# Six (мюзикл)
Six (SIX, з англ. — шість, шістка) — британський мюзикл, створений композиторами Тобі Марлоу та Люсі Мосс, які також є авторами лібрето та текстів твору . Цей мюзикл — сучасний переказ біографії шести дружин англійського короля Генріха VIII в стилі поп-концерту, де дружини по черзі розповідають кожна свою історію, з метою з'ясувати, хто з них найбільше настраждався у шлюбі з  Генріхом, і, отже, має очолити цей поп-гурт.
Вперше мюзикл був показаний студентами Кембриджського університету на Edinburgh Festival Fringe у 2017 році. З того часу він перетворився на професійну постановку міжнародного рівня, що зараз йде у Вест-Енді.

## Сюжет
Шість королев представляються на поп-концерті та оголошують, що місце солістки-лідера гурту стане винагородою для тієї з них, котра, на їхню думку, пережила найгірший досвід шлюбу з їх спільним чоловіком, королем Генріхом VIII («Ex-Wives»). Катерина Арагонська розповідає історію про те, як Генріх захотів анулювати шлюб та замкнути її в жіночому монастирі, охоплений пристрастю до Анни Болейн. Їй вкрай дратує, що король зробив це, не зваживши на те, наскільки добре вона ставилася до нього в їх шлюбі («No Way»). В свою чергу, Анна сміється з Катерини через те, що Генріх жадав її більше, ніж Катерину, але потім скаржиться на невірність Генріха, що й призвело до того, що Анна загравала з іншими чоловіками, аби викликати ревнощі власного чоловіка. В результаті — Анну було страчено, вона залишилась без голови («Don't Lose Ur Head»). Джейн Сеймур каже, що настала її черга взяти участь у конкурсі, однак з неї знущаються, що вона отримала потурання від Генріха та не мала таких проблем, як всі вони. Джейн визнає, що, можливо, вона була єдиною, кого Генріх справді кохав. Разом з тим, вона стверджує, що його любов була зумовлена тим, що вона народила спадкоємця чоловічої статі. Їй було нелегко терпіти характер Генріха, але вона була поруч з ним, хоч знала про його численні помилки («Heart of Stone»).
Трохи відступивши від змагань за лідерство, королеви обговорюють теми жіночої краси та догляду в свою епоху, а також розповідають про майстерню німецького художника Ганса Гольбейна, яка показана, як пародія на мобільний застосунок для побачень (на зразок Tinder). Пропонуються варіанти трьох жінок, з яких Генріх може собі обрати нову майбутню дружину («Haus of Holbein»). Він обирає Анну Клевську, але через півроку скасовує рішення та анулює шлюб, розчарований через несхожість, створеного Гансом портрету, зі справжньою Анною. Анна іронічно скаржиться на те, як важко їй живеться у прекрасному палаці в Річмонді з величезними статками, коли ніхто з чоловіків не вказує їй, що робити, але насправді вона просто хизується перед іншими («Get Down»). Королеви сумніваються в її щирості, і тоді Анна вирішує покинути змагання та повернутись додому, до свого розкішного способу життя. Далі Королеви принижують Кетрін Говард за те, що вона була «найменш підходящою Катериною» з трьох, однак та у відповідь нагадує про всі недоліки підстав для перемоги кожної з королев. Після цього, вона розповідає свою романтичну історію, про те, що мала багато залицяльників ще з дитинства, і спочатку насолоджується своєю привабливістю; однак незабаром вона розповідає про емоційні травми через зловживання з боку чоловіків, які вона отримала у своїх стосунках. («All You Wanna Do»).
Поки королеви продовжують битися за те, хто є справжньою переможницею, Катерина Парр ставить під сумнів сенс змагань, які визначають їхню особу суто по зв'язкам з Генріхом, зневаживши індивідуальність і особистість кожної. Однак королеви не слухають її та продовжують сперечатися. Розчарована, Парр розповідає про свою розлуку з коханим та про укладення шлюбу з Генріхом, але замість того, щоб скаржитися на це, вона визнає власні досягнення, незалежні від Генріха («Don't Need Your Love»). Інші королеви усвідомлюють, що їх позбавили індивідуальності та відмовляються від змагань, заявляючи, що їм не потрібна любов Генріха для самоствердження та самовизначення. В останні хвилини шоу вони переписують свої історії, співаючи разом злагоджено як група, а не як сольні артисти, та створюють свої власні «жили вони довго та щасливо» («SIX»).

## Музичні номери
- «Ex-Wives» — Всі
- «Ex-Wives (Reprise/Playoff)» — Всі†
- «No Way» — Катерина Арагонська та Всі
- «Anne Boleyn (Interlude)» — Всім, окрім Анни Болейн †
- «Don't Lose Ur Head» — Анна Болейн і Всі
- «Heart of Stone» — Джейн Сеймур і Всі
- «Haus of Holbein» — Всі
- «Haus of Holbein (Playoff)» — Всі †
- «Get Down» — Анна Клевська та Всі
- «All You Wanna Do» — Катерина Говард та Всі
- «I Don't Need Your Love» — Катерина Парр та Всі
- «I Don't Need Your Love (Remix)» — Катерина Парр та Всі ††
- «Six» — Всі
- «Megasix (Encore)» — Всі †

† Не включено до студійного каст-альбому.
†† Включено як частину «I Don't Need Your Love»  до студійного каст-альбому.

## Постановки

### Створення
Наприкінці 2016 року Тобі Марлоу було обрано Cambridge University Arts Society для написання нового мюзиклу, який відбудеться на Edinburgh Festival Fringe наступного літа. Ідея того, хто саме стане цією "Шісткою, прийшла до Марлоу під час навчання на його останньому курсі в Кембриджському університеті. Початкова концепція концерту шести дружин спала йому на думку в класі поезії, і Марлоу вирішив залучити свою подругу Люсі Мосс. Незважаючи на певну невизначеність, пара написала частину шоу під час підготовки до випускних іспитів. Марлоу досліджував, читаючи «Шість дружин Генріха VIII» Антонії Фрейзер, тоді як Мосс переглянула документальний цикл «Шість дружин» Люсі Ворслі. На першій спільній сесії вони переглянули концерт Бейонсе 2011 року та «Live at Roseland: Elements of 4.» Впродовж приблизно 10 днів Марлоу та Мосс створили основу для шоу.
Письменники думали про різних популярних співаків у формуванні своїх героїв. Катерина Арагонська змодельована на суміші Бейонсе за часів її альбому Lemonade, Дженніфер Лопес та Дженніфер Гадсон. Її соло «No way» включає фрагменти справжньої промови Кетрін Парр. Анна Болейн має риси Авріл Лавін, Майлі Сайрус та Лілі Аллен. У професійних постановка актриса, яка виконує роль Анни Болейн, зазвичай носить на голові дві гульки, що свідчить, що про коріння образу веде до Майлі Сайрус. Болейн також одягнена у зелене на честь знаменитої англійської балади «Зелені рукави», як відсилка до легенди про те, що Генріх VIII написав цю пісню для Анни. Марлоу і Мосс вплітають мотив «Зелених рукавів» і в партитуру також. Крім того, Джейн Сеймур уособлює образи виконавиць естрадних балад, таких як Адель, Sia, Ріанна та Селін Діон. Костюм Сеймур складається з дизайнерського корсету в чорно-білих кольорах, який відсилає до стилю будинків фахверк («прусський мур»). Анна Клевська дуже нагадує Нікі Мінаж, фільми Бейонсе «Feeling Myself», Lorde's «Royals», and Іггі Азалія and Charli XCX's «Fancy». Історія Кетрін Говард реконтекстуалізована через її образ, який підходить молодим, сексуалізованим поп-зіркам, таким як Брітні Спірс та Аріані Гранде. У костюмі Кетрін також є чокер, як символ факту обезголовлення в її біографії. Нарешті, характеристика Кетрін Парр черпає натхнення у Аліші Кіз та Емілі Санде.
Марлоу та Мосс переживали за відсутність гендерного різноманіття в театральній галузі, що змусило їх зосередитись під час створення вистави на темі квір. Вони хотіли, щоб акторський склад був переважно жіночим або небінарним, а сама історія містила квір-оповіді в просторі, де зазвичай такі теми не піднімають.

### Edinburgh Fringe
Світова прем'єра постановки «SIX» відбулася на Edinburgh Fringe в 2017 році, представлена Cambridge University Musical Theatre Society. Хоча постановка не отримала жодної великої нагороди, вона була добре сприйнята та зробила солд-аут по квитках на фестивалі. Популярність шоу призвела до того, що наступного літа «SIX» запросили до Edinburgh Fringe, але цього разу вже до однієї з найбільших локацій фестивалю.

### Професійний дебют та тур Великою Британією (2018)
Единбурзька постановка та подальший показ у Кембриджі привернули увагу продюсерів Кенні Вакса та Global Musicals, і вони організували професійну постановку та прем'єру шоу 18 грудня 2017 року, спочатку з чотирма показами на місяць у Arts Theatre. Потім кількість показів мюзиклу збільшилась до шести шоу на місяць. 13 вересня 2018 року вийшов студійний альбом з оригінальним кастом Arts Theatre.
«SIX» розпочали свій перший тур Великою Британією 11 липня в Norwich Playhouse, повернувшись до Edinburgh Fringe 1 серпня 2018 року. З Arts Theatre мюзикл перебрався на Вест-Енд 30 серпня. Покази мюзиклу було завершено 14 жовтня перед продовженням туру Великою Британією. Тур Великою Британією завершився 30 грудня 2018 року в Глазго.

### Вест-Енд (2019 — дотепер)
Покази мюзиклу стартували знову на 16-тижневий період в Arts Theatre 17 січня 2019 року. Режисери — Люсі Мосс та Джеймі Армітаж, хореографія — Керрі-Анн Інгруй, сценографія від Емми Бейлі, музичний керівник — Джо Бейтон. Покази шоу планували продовжити до січня 2021р., однак через пандемію COVID-19 їх призупинили з березня 2020 року.
Шоу стало одним з перших, що знову відкрилося на Вест-Енді ненадовго в Lyric Theatre 5 грудня 2020 року, з наміром повернутися до Arts Theatre на наступний рік. Зважаючи на пандемію, аудиторія була соціально дистанційованою, місткість обмежена до 50%, були дотримані всі необхідні міри безпеки. У середині грудня всі лондонські театри були закриті. Шоу відкрилося вдруге з моменту його першого закриття в Lyric Theatre 21 травня 2021р. із зазначеними вище заходами. Покази на Вест Енді планують завершити в Lyric Theatre 29 серпня 2021 року; майбутні плани наразі невідомі.  В травні 2021 року Джо Бейтон дав інтерв'ю, розповівши про проблеми, пов'язані з повторним відкриттям шоу у Вест-Енді.

### Північноамериканський тур (2019)
Північноамериканська прем'єра «SIX» відбувся в Chicago Shakespeare Theater (CST) у травні 2019 року. Режисерами були Джеймі Ермітаж і Люсі Мосс прем'єра в Чикаго була організованя лондонськими продюсерами «SIX» разом з продюсером з Бродвею Кевіном Макколлумом. За словами Кріса Джонса, постановка в Чикаго була імовірною пробою для Бродвею.Чиказька постановка мюзиклу побила рекорди касових зборів CST, і його покази у театрі з часом були продовжені, а постановка на Бродвеї запланована на 2020 рік . Мюзикл переїхав до American Repertory Theater у Кембриджі, штат Массачусетс, наприкінці серпня та здійснив свою канадську прем'єру в Citadel Theatre Едмонтона в листопаді  , перш ніж закінчити гастролі в Ordway Center for the Performing Arts в Сен-Пол, штат Міннесота, 22 грудня 2019 року, до запланованого дебюту на Бродвеї. 

### Австралія та Нова Зеландія (2020, 2021)
Австралійська прем'єра «SIX» відбулася в Сіднейському оперному театрі в січні 2020 року. Спочатку планувалися гастролі постановки до Comedy Theatre у Мельбурні в середині 2020 року та в Her Majesty's Theatre в Аделаїді наприкінці 2020 року в рамках Adelaide Cabaret Festival, але вистави були перенесені через пандемію COVID-19. У австралійській постановці мюзиклу беруть участь Луїза Уізерс, Майкл Коппел та Лінда Бевік. Також найближчим часом шоу має відкритися у Веллінгтоні, оперному театрі Нової Зеландії.

### Бродвей (2020, 2021)
«SIX» розпочали передогляди на Бродвеї 13 лютого 2020 року в Brooks Atkinson Theatre. У день відкриття бродвейської постановки, 12 березня 2020 року, всі театри Бродвею були зачинені через пандемію COVID-19. У травні 2021 року було оголошено, що «SIX» відновить передогляди на Бродвеї  з 17 вересня 2021 року, а офіційне відкриття заплановане на 3 жовтня. Мосс та Ермітеж — режисери, хореографія — Керрі-Анн Інгруй, сценографія –  Емми Бейлі, костюми — Габріелли Слейд, звук — Пол Гейтхауз, освітлення — Тіма Дейлінга та оркестровки Тома Керрана. Його оригінальний головний склад —такий самий, як і в північноамериканському турі шоу в 2019 році.

### Тур в Чикаго / США (2022)
На фінальному показі шоу  в Чикаго 4 серпня 2019 року було оголошено, що «SIX» повернеться в місто у Broadway Playhouse. Покази мюзикул повинні були розпочатися 5 жовтня 2021р. після двох відтермінувань через пандемію COVID-19, і тривати до 30 січня 2022р. Однак 29 червня 2021 року, після оголошення про те, що місто стане початком нового американського туру, виявилось, що шоу переїде у CIBC Theatre і триватиме з 29 березня по 3 липня 2022 року, замість дат 2021 року. Подальші міста та дати туру ще не були оголошені.

## Каст
| Роль                | Прем'єра в Едінбурзі (2017) | Оф-Вест Енд (2017) | Велиобританія (2018) | Вест-Енд (2019)    | США тур (2019)  | Бродвей (2020)  |
| ------------------- | --------------------------- | ------------------ | -------------------- | ------------------ | --------------- | --------------- |
| Катерина Арагонська | Меган Гілберт               | Рене Лем           | Ярнея Річард-Ноель   | Ярнея Річард-Ноель | Адріанна Хікс   | Адріанна Хікс   |
| Анна Болейн         | Ешлі Вір                    | Крістіна Модестоу  | Міллі О'Коннелл      | Міллі О'Коннелл    | Андреа Макасает | Андреа Макасает |
| Джейн Сеймур        | Холлі Масгрейв              | Наталі Періс       | Наталі Періс         | Наталі Періс       | Еббі Мюллер     | Еббі Мюллер     |
| Анна Клевська       | Тільда Вікхем               | Дженезіс Лінея     | Алексія Макінтош     | Алексія Макінтош   | Брітні Мак      | Брітні Мак      |
| Кетрін Говард       | Аннабель Марлоу             | Емі Аткінсон       | Емі Аткінсон         | Емі Аткінсон       | Саманта Полі    | Саманта Полі    |
| Катерина Парр       | Шималі де Сільва            | Ізука Хойл         | Майя Куанса-Брід     | Майя Куанса-Брід   | Анна Узеле      | Анна Узеле      |

### Помітні заміни на Вест-Енді
- Анна Болейн: Кортні Боумен
- Катерина Парр: Даніель Стерс

Співавтор шоу Тобі Марлоу також звиконав роль Кетрін Парр у двох виставах на Вест-Енді 28 липня 2019 року через хворобу учасниці акторського складу.

## Нагороди

### Вест-Енд
| Рік  | Нагорода               | Категорія                              | Номінація                                                                                              | Результат  |
| ---- | ---------------------- | -------------------------------------- | --- | ---------- |
| 2019 | Премія Лоуренса Олів'є | Кращий новий мюзикл                    | Кращий новий мюзикл                                                                                    | Номіновано |
| 2019 | Премія Лоуренса Олів'є | Найкраща актриса мюзиклу другого плану | Еймі Аткінсон, Алексія Макінтош, Міллі О'Коннелл, Наталі Періс, Майя Кванса-Брід та Ярнея Річард-Ноель | Номіновано |
| 2019 | Премія Лоуренса Олів'є | Видатні досягнення в музиці            | Джо Бейтон, Том Керран, Тобі Марлоу та Люсі Мосс                                                       | Номіновано |
| 2019 | Премія Лоуренса Олів'є | Кращий театральний хореограф           | Керрі-Анн Інгруй                                                                                       | Номіновано |
| 2019 | Премія Лоуренса Олів'є | Кращий дизайн костюмів                 | Габріелла Слейд                                                                                        | Номіновано |

### Театр Чикаго
| Рік  | Нагорода                       | Категорія                                    | Номінація                                    | Результат  |
| ---- | ------------------------------ | -------------------------------------------- | -------------------------------------------- | ---------- |
| 2019 | Премія Joseph Jefferson Equity | Видатна музична постановка (велике)          | Видатна музична постановка (велике)          | Перемога   |
| 2019 | Премія Joseph Jefferson Equity | Видатне виконання ансамблю у мюзиклі чи ревю | Видатне виконання ансамблю у мюзиклі чи ревю | Перемога   |
| 2019 | Премія Joseph Jefferson Equity | Видатний режисер мюзиклу                     | Люсі Мосс та Джеймі Ермітеж                  | Номіновано |
| 2019 | Премія Joseph Jefferson Equity | Видатний дизайн освітлення                   | Тім Дейлінг                                  | Номіновано |
| 2019 | Премія Joseph Jefferson Equity | Видатний музичний напрям                     | Роберта Дучак та Джо Бейтон                  | Перемога   |

### Бродвей
Постановка на Бродвеї була на етапі передоглядів з 13 лютого і мала офіційно відкритися в день, коли в Нью-Йорку був оголошений локдаун через пандемію COVID-19.
| Рік  | Нагорода          | Категорія                     | Номінація                  | Результат  |
| ---- | ----------------- | ----------------------------- | -------------------------- | ---------- |
| 2020 | Премія Ліги Драми | Видатна постановка мюзиклу    | Видатна постановка мюзиклу | Номіновано |
| 2020 | Премія Ліги Драми | Нагорода за видатне виконання | Брітні Мак                 | Номіновано |

## Сприйняття
В огляді постановки Arts Theatre Домінік Кавендіш з The Telegraph назвав шоу «славним, переконливо послідовним, впевненим і винахідливим». Лін Гарднер Гардіан писала: «Це може бути замасковано під безглуздість, але SIX робить деякі серйозні заяви щодо жінок, які постраждали від насильства».
У огляді чиказької постановки Кріс Джонс із The Chicago Tribune оцінив шоу як «динамічне» та «вибухове», з «почуттям гумору та енергійним радикалізмом». Марлоу і Мосс - «обдаровані письменники-коміки», сказав він, і він високо оцінив «силу дуже відданих і талановитих актрис» у чиказькому касті. Джонс радить шоу додати ще 10 хвилин матеріалу, де відійти  від задуму змагання, аби розкрити більше емоційний світ героїв. Він також вважає, що оркестрування пісень може бути більш суттєвим. Джонс вважає, що SIX має аудиторію, яка готова до цього, частково тому, що вона потрапляє до складного історичного парадоксу і ставиться до цього із захопленням, спогади жінок в історії пов'язані з життям чоловіка.
Хеді Вайс з WTTW оцінює мюзикл як «сенсаційний», виділяючи кожного виконавця в чиказькому складі. Вайс також вважає, що шоу робить переконливу аргументацію для кожного персонажа, і крім похвали сценаристам, відзначає «вибухову режисуру Мосса та Джеймі Ермітаж та музичну режисуру Роберти Дючак», а також «блискучі костюми Габріелли Слейд»... і освітлення а-ля арена від Тіма Ділінга». За словами Рейчел Вайнберг з Broadway World, «SIX радісно і анахронічно знищує патріархат» «блискучим» складом виконавців та лібрето, а також винахідливою партитурою сенсаційних композиційних методів. Джессі Грін із The New York Times писала, що мюзикл — це «чиста розвага», сценарій — «безбожно розумний», «приголомшливе виконання» чиказького касту продасть це шоу «невідворотньо», і що постановці «личить вишукана північноамериканська прем'єра за підтримки Бродвею».

## Історична точність
Шоу засновано на реальних історичних подіях та постатях, але кожна частина має різний ступінь історичної точності. Зокрема, образ Анни Болейн, включаючи її пісню «Don't Lose Ur Head», є неточним. Як правило, шоу досить прихильно ставиться до своїх персонажів: наприклад, воно зображує Кетрін Говард потерпілою від згвалтування, про що дискутують історики. Дослідники та письменники, такі як Сюзанна Ліпскомб і Гарет Рассел, визнали себе шанувальниками цього мюзиклу.